# Célomètre

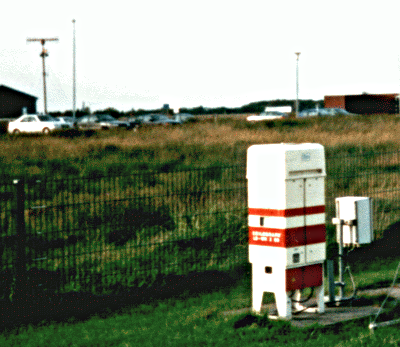
Célomètre / télémètre laser

Un célomètre, aussi appelé télémètre de nuages, ceilomètre et parfois plafonneur, désigne un appareil servant à mesurer la hauteur du plafond nuageux grâce au retour d'un faisceau lumineux,,,,.

## Principe

### Célomètre à tambour
Les premiers célomètres utilisaient un tambour rotatif muni d'un réflecteur lumineux à faisceau étroit. Lorsque le tambour tournait autour d'un axe horizontal, le faisceau était projeté vers la base des nuages en effectuant un balayage d'un horizon à l'autre. Une partie du faisceau était alors retourné vers le sol par diffusion là où il touchait la base du nuage. Un récepteur (cellule photoélectrique), à une certaine distance du tambour et ne pouvant voir qu'à la verticale, pouvait alors noter l'angle d'élévation au moment où un signal y était retourné du nuage. Par triangulation entre l'angle du tambour et l'horizon à ce moment, ainsi que la distance tambour-récepteur, la hauteur de la base du nuage peut-être trouvée.

### Célomètre laser
Depuis les années 1990, les célomètres laser sont largement répandus. Il s'agit d'un télémètre laser qui émet une impulsion lumineuse verticalement et la hauteur du plafond est calculée par la mesure du temps entre l'émission et le retour du signal ayant été réfléchi par la base du nuage ({\displaystyle \,\delta t}) : 
{\displaystyle distance={\frac {c\delta t}{2}}} où {\displaystyle c} est la vitesse de la lumière.

## Usage
Les célomètres sont utilisés dans les stations météorologiques manuelles pour aider le technicien à déterminer la hauteur de la base des nuages au moment de l'observation. Il déterminera ensuite lui-même leur nébulosité. Par contre, dans les stations météorologiques automatiques, le célomètre sert à estimer la couverture nuageuse et la nébulosité. Un usage typique est celui du Service météorologique du Canada dans ce cas : 
- À partir des rapports ponctuels du célomètre, l'ordinateur de la station détermine la hauteur de la base des nuages ;
- Pour estimer la nébulosité, l’algorithme tient un registre du temps pendant lequel une couche a été présente au-dessus de la station au cours de la dernière heure (nuages épars si elle est présente moins de 50 % du temps, fragmentés pour 50 à 89 % et temps couvert à 90 % ou plus).
- Si plusieurs couches sont signalées durant l'heure, l'ordinateur déterminera la nébulosité de chacune selon un algorithme qui tient compte non seulement de la durée de détection de chacune mais aussi du fait qu'une couche inférieure peut bloquer une couche supérieure et donc limiter sa détection.

Le nuage ayant une densité plus ou moins grande, le faisceau sera retourné sur une certaine épaisseur avant d'être complètement bloqué par le nuage. L'épaisseur de cette couche de retour de plafond donne une idée, de l'opacité, du type et de la densité du nuage. L'appareil sert également à d'autres usages car la lumière passant à travers l'atmosphère est reflétée par toute particule s'y trouvant (poussière, cendre, gouttelettes, etc.). Une partie du faisceau lumineux peut donc être retournée vers le capteur avant d'atteindre la base du nuage. Ce signal plus faible sera également reçu et positionné. Il peut donner une estimation de la visibilité verticale, de la présence de précipitations et de la quantité de polluants dans l'air par le calcul du coefficient d'extinction du signal, se rapprochant ainsi du fonctionnement d'un lidar.
En Europe, environ 700 célomètres sont installés dont plus de 400 partagent les données en temps réel.

### Avantages
Les célomètres sont des instruments automatiques nécessitant peu d'entretien. Ils fournissent la hauteur de la base des nuages et la couverture nuageuse avec une haute résolution temporelle et spatiale dans presque toutes les conditions. Ils sont installés dans presque tous les aéroports fournissent une information comparable internationalement.

### Limitations
En général, les données des célomètres à tambour ne dépassent pas 12 000 pieds (3,7 km) et ceux à laser 25 000 pieds (7,6 km) (CL31, CHM8k, CS135, CBME80). Pour mesurer les nuages plus élevés, comme les cirrus, il faut utiliser des célomètres plus puissants (CL51, CHM15k),.
Les limitations d'un célomètre sont donc, :
- Il peut annoncer un ciel « dégagé » nonobstant une couverture nuageuse complète, et même en présence de virga, si les nuages sont au-delà de la portée de détection du capteur ;
- Dans certaines conditions de neige, le célomètre peut sous-estimer le niveau du plafond ;
- Le célomètre laser est excessivement sensible au poudrin de glace, ce qui conduit à des observations erronées de ciel couvert ;
- L’algorithme des nuages peut sous-estimer l’étendue des couches, surtout quand elles entrent dans son champ de détection ;
- Comme il  ne détecte la nébulosité que lorsque les nuages sont directement au-dessus du capteur, l’algorithme des nuages n’évalue que les nuages sous le vent ;
- Il retient la hauteur la plus basse comme base de la couche et peut donc indiquer des bases quelque peu trop basses ;
- Certaines obstructions à la visibilité vont être notées comme des plafonds nuageux.
- Les virgas sont souvent signalées comme des nuages résultant en une sous-estimation des hauteurs de nuages par rapport à une observation manuelle ;
- Les états du ciel signalés proviennent de l’historique des nuages passés au-dessus du capteur dans les 30 dernières minutes, avec un poids plus importants donné aux 10 dernières, et non un instantané des conditions actuelles.